# Хрисант Рашов
Хрисант Рашов (Рашович) е български фотограф и монах.

## Биография
Роден е около 1820 година. Според някои предположения завършва духовна семинария в Русия. Там изучава и фотографското изкуство.
Работата му като фотограф в България е засвидетелствана през периода 1861-1871 година. Работи като фотограф в град Казанлък и околията, вероятно и като пътуващ фотограф в градовете Стара Загора, Чирпан, Карнобат.
Монах в Казанлък. Игумен на Мъглижкия манастир през периода 1869-1871 г.
Освен Хрисант, като фотограф в гр. Казанлък преди Освобождението е работил и Христо Иванов Рашев, близък роднина на Хрисант и негов ученик.